# Нобілітація української шляхти в Російській імперії
Нобілітація української шляхти — процес поширення дворянства Російської імперії на старшину та заможне козацтво Війська Запорозького.

## Передумови
До отримання малоросійською шляхтою дворянства, російський уряд її за дворян не вважав. Правами дворянства могли користуватись тільки роди яким вони були або височайше пожалувані (до таких родів відносились Лизогуби, Кандиби, Маркевичі, Апостоли ітд.), або які служили в російських полках та канцеляріях, і отримували чини що давали спадкове дворянство (до таких родів відносились Бороздни). Інші за дворян не визнавались, і ще за правління Єлизавети Петрівни сенат підтвердив неможливість прийому малоросія до шляхетського корпусу за відсутності там дворян. Через це малоросійська шляхта почала клопотати про зрівняння малоросійських чинів з класами табелю про ранги.

## Набуття
1767 року Катерина II наказала генерал-губернатору Рум'янцеву-Задунайському обрати кількох дітей обох статей з числа найкращих малоросійських родів для направлення їх в шляхетський корпус та в товариство благородних дівиць. В тому ж році представники малоросійської шляхти отримали право обирати предводителів та депутатів в комісію. Які від шляхетства отримали накази і ходотайства з проханнями зрівняти шляхетство з дворянством. Ці клопотання мали успіх, і трьома мірами їх права були зрівняні з дворянами: створенням трьох малоросійських губерній в 1782 р. малоросійському шляхетству була надана така ж участь в обранні членів губернських та повітових присутніх місць, яке закон 1775 р. дарував всьому російському дворянству; указом від 3 травня 1783 р. позбавивши малоросійське посполитство права вільного переходу; та жалуваною грамотою 1785 р., що поширювалось і на малоросійське шляхетство.
Тим не менш перед російським урядом повстало питання, кого можна зараховувати у дворянський стан. Скасування колишніх малоросійських чинів та перейменування в російські призвело до ще більшої плутанини. За відсутністю точних вказівок, до дворянства також були залічені возні та інші нижчі чини. До цього додавались великі зловживання депутатських зібрань. В депутати могли обратись купці та звичайні козаки, що різними шляхами отримували чин, а з ним і дворянство. Значна кількість малоросійської шляхти через посередництво євреїв змогла придбати шляхетські дипломи Речи Посполитої, за рахунок чого могла зараховувати себе до таких шляхетських родів. Багато звичайних козаків, казенних селян та навіть підсусідків таким чином змогли стати дворянами. Така ситуації призвела до того що до кінця XVIII ст. на 1 027 928 дорослих чоловіків населення Малоросії, понад 100 тис. встигли стати дворянами. Така кількість в рази перевищувала середній відсоток дворян по внутрішнім губерніям, і змусила російський уряд втрутитись для вирішення цього питання. Герольдія почала уважніше переглядати надані справи, і більше контролювати дії депутатських зібрань відміняючи їх постанови та відбираючи дипломи. Розбори призвели до того, що герольдія почала визнавати в дворянстві тільки тих що мали беззаперечні докази надання шляхетства польськими, російськими та іншими правителями. Малоросійське шляхетство що мало докази лише про службу предків полковими осавулами, хорунжими, писарями, сотниками за дворян не визнавала. Такі дії герольдії змусили дворянство Полтавської губернії в 1809 р. принести скаргу на неї за посередництва князя Лобанова-Ростовського.